# 슈쿠시 내친왕 (1196년)
슈쿠시 내친왕(일본어: 粛子内親王 しゅくし（すみこ）ないしんのう[*], 겐큐 7년 (1196년) - 몰년 미상)은 가마쿠라 시대 전기의 황족이다. 고토바 천황의 2황녀이고, 어머니는 미나모토노 노부야스의 딸 효에토쿠노츠보네 (또는 탄바노츠보네라고도 함)이다. 츠치미카도 천황 시기의 이세 재궁이다. 타카츠치 사이구(高辻斎宮)라고도 불린다.

## 약력
쇼지 원년 (1200년) 12월 24일 , 이복 오빠 츠치미카도 천황의 즉위에 따라 재궁으로 복정되었다. 이듬해인 2년 (1200년) 5월 26일, 제사에 첫 재원 입성하였고, 그 해 9월 27일에 노노미야에 들어갔다. 겐닌 원년 (1201년) 9월 9일에 이세에 군행하였다 (쵸부소시는 곤츄나곤 후지와라노 킨후사). 겐큐 원년 (1204년) 6월 23일에 준삼궁에 올랐다. 조겐 4년 (1210년) 11월, 츠치미카도 천황의 양위에 따라 재임 11년만에 직을 내려놓았다. 겐랴쿠 원년 (1211년) 4월 19일에 귀경하였고, 그 후의 그녀의 생애에 대해서는 알려진 바가 없다.
재궁직을 내려놓으면서 슈쿠시 내친왕이 지은 와카 1수가 『신쇼쿠코킨와카슈(新続古今和歌集)』에 남아있다.